# (2913) Horta
(2913) Horta es un asteroide perteneciente al cinturón de asteroides, descubierto el 12 de octubre de 1931 por Eugène Joseph Delporte desde el Real Observatorio de Bélgica, Uccle.

## Designación y nombre
Designado provisionalmente como 1931 TK. Fue nombrado Horta en honor al arquitecto belga Victor Horta.